# Fensalir
Na mitologia nórdica, Fensalir é o palácio da deusa-mãe Asynjor, Frigga. Para entrar no palácio, era necessário a autorização de deusa Fulla, irmã de Frigga.
É mencionado no Völuspá e no Gylfaginning da Edda em prosa, sendo descrito como "a morada mais esplêndida".

## Atestações
Völuspá
(em inglês)
"But in Fensalir | did Frigg weep sore

For Valhall's need: | would you know yet more?"